# Reservoir (epidemiologie)
Een reservoir of een besmettingsbron is in de epidemiologie de bron van waaruit ziektekiemen of pathogenen zich kunnen verspreiden. De ziektekiemen of pathogenen worden vanuit het reservoir door een vector op verschillende individuen of een hele populatie overgebracht. Als pathogenen direct van een geïnfecteerd of ziek individu op andere individuen binnen de populatie overgedragen kunnen worden, dan kan een epidemie ontstaan. Individuen of populaties die als reservoir van ziektekiemen fungeren kunnen soms symptoomloze dragers van de ziektekiemen zijn.

## Voorbeelden

### Woelmuizenplaag
De rosse woelmuis is een reservoir voor het Puumalavirus, een ziektekiem die bij mensen een milde virale hemorragische koorts kan veroorzaken. De virusziekte komt in heel Europa voor en is genoemd naar het dorpje Puumala in het zuidoosten van Finland waar de ziekteverwekker voor het eerst werd ontdekt. Het Puumalavirus is een hantavirus dat via de urine, uitwerpselen en het speeksel van besmette rosse woelmuizen in het milieu terecht kan komen. Mensen kunnen met het Puumalavirus besmet raken door het inademen van stofdeeltjes waarop zich virusdeeltjes bevinden. De jaren met veel Puulamavirusbesmettingen vallen samen met de pieken in de 3- tot 4-jarige populatiedichtheidscyclus waarin zich rosse woelmuizenplagen voordoen. De rosse woelmuizenpopulatie is in dit geval het enige reservoir voor de ziektekiemen en de vectoren voor de verspreiding kunnen de dode plantenresten in de strooisellaag en het stof in de lucht zijn waarop de virusdeeltjes zich bevinden. De besmette stofdeeltjes kunnen door mensen en andere dieren ingeademd worden. Het Puumalavirus wordt niet van mens op mens overgedragen.

### Steekmuggen
Steekmuggen kunnen verschillende ziektekiemen overbrengen, zoals Plasmodium-parasieten die malaria veroorzaken en het zikavirus dat zikakoorts veroorzaakt. In beide gevallen zijn de steekmuggen de vectoren voor de verspreiding en dienen ze voor korte tijd als reservoir om de verspreiding van de ziektekiemen mogelijk te maken. De ziektekiemen kunnen niet rechtstreeks van steekmug op steekmug overgebracht worden.

#### Malaria
Malariaparasieten zijn eukaryoten met een ingewikkelde levenscyclus. De rode bloedcellen van geïnfecteerde mensen en dieren vormen het reservoir van waaruit de parasieten zich verspreiden. De parasieten kunnen niet rechtstreeks van mens op mens overgedragen worden. De maaginhoud van besmette malariamuggen zijn voor malariaparasieten een onmisbaar reservoir van sporozoieten en de enige vector voor de overdracht van malaria tussen mensen of dieren. De malariaparasiet blokkeert tijdens zijn ontwikkelingsstadium in de mug het spijsverteringskanaal van de geïnfecteerde mug zodat de zieke vrouwtjesmug door voedselgebrek extreem bloeddorstig wordt. Daardoor zal de zieke mug zoveel mogelijk mensen steken en met malariasporozoieten infecteren.
De geïnfecteerde mensen kunnen de parasieten gedurende een lange tijd bij zich dragen. De muggen zijn kleine reservoirs voor korte termijn die bedoeld voor de verspreiding. De mens is voor de malariaparasiet een groot reservoir voor de lange termijn dat tevens voor de ontwikkeling van andere stadia in zijn levenscyclus dient.

#### Zikakoorts
Het zikavirus is een retrovirus dat in grote delen van Afrika en Zuidoost Azië voorkomt en zich sinds kort op grote schaal in Zuid-Amerika verspreidt. Het zikavirus wordt door steekmuggen van mens op mens of van dier op mens en van dier op dier overgebracht. Het virus veroorzaakt een milde koorts maar de ziekte kan de ontwikkeling van de hersenen van de foetus bij zwangere vrouwen verstoren zodat het kind met microcefalie geboren wordt. Het zikavirus kan waarschijnlijk, net als hepatitis A, B en C, door seksueel contact en mogelijk ook via speeksel, van mens op mens overgedragen worden. Steekmuggen zijn waarschijnlijk de belangrijkste maar niet de enige vectoren waarmee het virus zich kan verspreiden. Het zikavirus geen soortspecifieke en snel muterende ziekteverwekker die zich snel aan veranderende omstandigheden aanpast waardoor het moeilijk is om het virus onder controle te krijgen door het bestrijden van steekmuggen.

## Bekende reservoirs
Voorbeelden van reeds lang bekende reservoirs en vectoren voor het ontstaan van epidemieën zijn:
- zwarte ratten als reservoir voor pestbacillen,
- kleerluis als reservoir voor vlektyfus,
- vervuild drinkwater als besmettingsbron voor cholera en dysenterie,
- bruine ratten als reservoir voor de verspreiding van de ziekte van Weil,
- primaten en steekmuggen als reservoirs en vectoren voor de verspreiding van gele koorts,
- trekvogels, vee en huisdieren als mogelijke reservoirs en vectoren voor de verspreiding van verschillende soorten griep.

Ervaringen met epidemische uitbraken van nieuwe virusziekten in het verleden lijken erop te wijzen dat het grootste deel van de bevolking een natuurlijke weerstand tegen een nieuwe virusziekte opbouwt als de ziekte endemisch geworden is.